# 래리 허타도
래리 허타도(Larry Weir Hurtado, 1943년-2019년)는 미국 출신의 신약학 교수이다.  초기 기독교 역사학자이며, 에든버러 대학교에서 신약언어학 교수로 재임하였다. (1996-2011)

## 저서
- One God, One Lord: Early Christian Devotion and Ancient Jewish Monotheism, 3rd Ed., ( London; Bloomsbury T&T Clark; 2015)

### 번역된 저서
- 아들을 경배함: 초창기 기독교 예배 의식에서의 예수 (송동민 옮김, 이레서원, 2019)

## 같이 보기
- 이위일체론